# Abell 520
Abell 520 è un ammasso di galassie nella costellazione di Orione alla distanza comovente di 2,654 miliardi di anni luce. È un ammasso molto ricco di galassie, quasi 300 (classe 3 secondo Abell), appartenente al gruppo III della classificazione di Bautz-Morgan.
La sua struttura è inusuale e caotica tanto da essere soprannominato Train Wreck Cluster (in italiano: Ammasso Disastro Ferroviario). La materia di Abell 520 è distribuita in 4 grandi concentrazioni allineate ed una quinta concentrazione non allineata alle altre, come evidente nelle immagini del Telescopio spaziale Hubble.
Abell 520 presenta molte somiglianza con il Bullet Cluster (1E0657-56) in cui parti dell'ammasso con la materia oscura e le galassie sono in rotta di collisione. E come il Bullet Cluster si osservano nette separazione tra le regioni in cui sono maggiormente concentrate le galassie ed i gas intergalattici ad alta temperatura.
Tuttavia Abell 520 presenta delle differenze, in particolare sulla distribuzione della materia oscura, in quanto quest'ultima appare più concentrata (picchi di concentrazione) in aree meno popolate da galassie, e questo in contrasto con le attuali conoscenze.
Possibili spiegazioni potrebbero contemplare la possibilità che alcune regioni dell'ammasso siano state "spopolate" di galassie perché queste hanno subito un effetto tipo "fionda gravitazionale" che le ha allontanate. Oppure la materia oscura non è influenzata solo dalla gravità ma anche da una interazione con qualche particella tuttora sconosciuta.
Un'altra possibile interpretazione prevede che Abell 520 possa essersi formato all'incrocio di tre filamenti appartenenti ad una struttura a grande scala e che la materia oscura si sia distribuita intorno ai filamenti piuttosto che alle galassie.

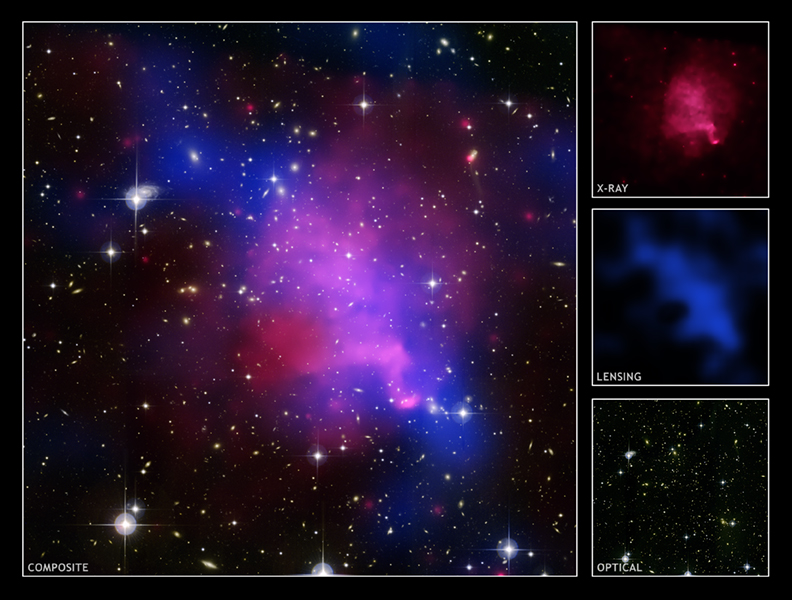
Abell 520 (Chandra X-ray Telescope).